# Corpo algebricamente fechado
Em Matemática, um corpo {\displaystyle F} diz-se algebricamente fechado se qualquer polinómio de uma variável e grau maior do que ou igual a {\displaystyle 1}, com coeficientes em {\displaystyle F}, tiver uma raiz em {\displaystyle F}.
Por exemplo, o corpo dos números reais não é algebricamente fechado, pois a equação polinomial
{\displaystyle 3x^{2}+1=0}
não tem soluções reais, apesar de os seus coeficientes ({\displaystyle 3} e {\displaystyle 1}) serem reais. O mesmo argumento mostra que o corpo dos números racionais não é algebricamente fechado. Nenhum corpo finito {\displaystyle F} é algebricamente fechado, pois se {\displaystyle a_{1}}, {\displaystyle a_{2}}, …, {\displaystyle a_{n}} forem os elementos de {\displaystyle F}, o polinómio
{\displaystyle (x-a_{1})(x-a_{2})} ··· {\displaystyle (x-a_{n})+1}
não tem nenhuma raiz em {\displaystyle F}. Em contrapartida, o corpo dos números complexos é algebricamente fechado; é isto que afirma o teorema fundamental da álgebra. Outro exemplo de corpo algebricamente fechado é o corpo dos números algébricos.
Dado um corpo {\displaystyle F}, a afirmação «{\displaystyle F} é algebricamente fechado» é equivalente a cada uma das seguintes:
- Qualquer polinómio {\displaystyle p(x)} de grau {\displaystyle n} ≥ {\displaystyle 1}, com coeficientes em {\displaystyle F},é produto de polinómios de primeiro grau. Posto de outro modo, há elementos {\displaystyle k}, {\displaystyle x_{1}}, {\displaystyle x_{2}}, …, {\displaystyle x_{n}} de {\displaystyle F} tais que

{\displaystyle p(x)=k(x-x_{1})(x-x_{2})} ··· {\displaystyle (x-x_{n})}.
- O corpo {\displaystyle F} não tem nenhuma extensão algébrica própria.
- Para cada número natural {\displaystyle n}, qualquer aplicação linear de {\displaystyle F^{n}} em si próprio tem algum vector próprio.
- Qualquer função racional de uma variável {\displaystyle x}, com coeficientes em {\displaystyle F} pode ser escrita como soma de uma função polinomial com funções racionais da forma {\displaystyle a/(x+b)^{n}}, sendo {\displaystyle n} um número natural e {\displaystyle a} e {\displaystyle b} pertencem a {\displaystyle F}.

Se {\displaystyle F} for um corpo algebricamente fechado, se {\displaystyle a} for um elemento de {\displaystyle F} e se {\displaystyle n} for um número natural, então {\displaystyle a} tem alguma raiz de ordem {\displaystyle n} em {\displaystyle F}, pois isto é o mesmo que afirmar que a equação {\displaystyle x^{n}-a=0} tem alguma raiz em {\displaystyle F}. No entanto, há corpos nos quais qualquer elemento tem alguma raiz de ordem {\displaystyle n} (para cada número natural {\displaystyle n}) mas que não são algebricamente fechados. De facto, nem mesmo supor que qualquer polinómio do tipo {\displaystyle x^{n}-a} se pode escrever como produto de polinómios de primeiro grau é suficiente para garantir que o corpo é algebricamente fechado.
Como conseqüência do axioma da escolha, qualquer corpo {\displaystyle F} tem um fecho algébrico, que é o menor corpo algebricamente fechado do qual {\displaystyle F} é um subcorpo.